# Moisburg
Moisburg is een gemeente in de Duitse deelstaat Nedersaksen. De gemeente maakt deel uit van de Samtgemeinde Hollenstedt in het Landkreis Harburg. Moisburg telt 1.937 inwoners.

De gemeente Moisburg bestaat uit het gelijknamige hoofddorp, en de dorpjes Appelbeck en Podendorf.
Moisburg grenst in het noorden aan de stad Buxtehude.
Het dorp Moisburg heeft een uit de 13e eeuw daterend, maar in de 17e eeuw ingrijpend verbouwd dorpskerkje. Het interieur ervan dateert eveneens grotendeels uit de 17e eeuw.
Ook zijn er restanten van een middeleeuws kasteel, Burg Moisburg. In 1322 werd dit slot gebouwd (wellicht ter vervanging van een ouder kasteel) als westelijke grensversterking van het Hertogdom Brunswijk-Lüneburg tegen het naburige Graafschap Stade, dat onderhorig was aan het Prinsaartsbisdom Bremen. Dit kasteel, steeds door de Bremer bisschoppen aan andere leenmannen verpacht, is in de loop der eeuwen vervallen geraakt en verwoest; in de plaats daarvan werd in de 17e eeuw een herenhuis voor lokale bestuurders, het Amtshaus gebouwd. Alleen het middengedeelte daarvan bestaat nog en dient als o.a. bibliotheek, kantoor voor de burgemeester e.d.
Moisburg beschikt over een historische watermolen, met molenaarswoning, die in het zomerhalfjaar in de weekends bezichtigd kan worden. Dit Mühlenmuseum, een dependance van het openluchtmuseum Freilichtmuseum am Kiekeberg te Rosengarten, is ingericht naar de stand van omstreeks het jaar 1930. De watermolen is nog maalvaardig.

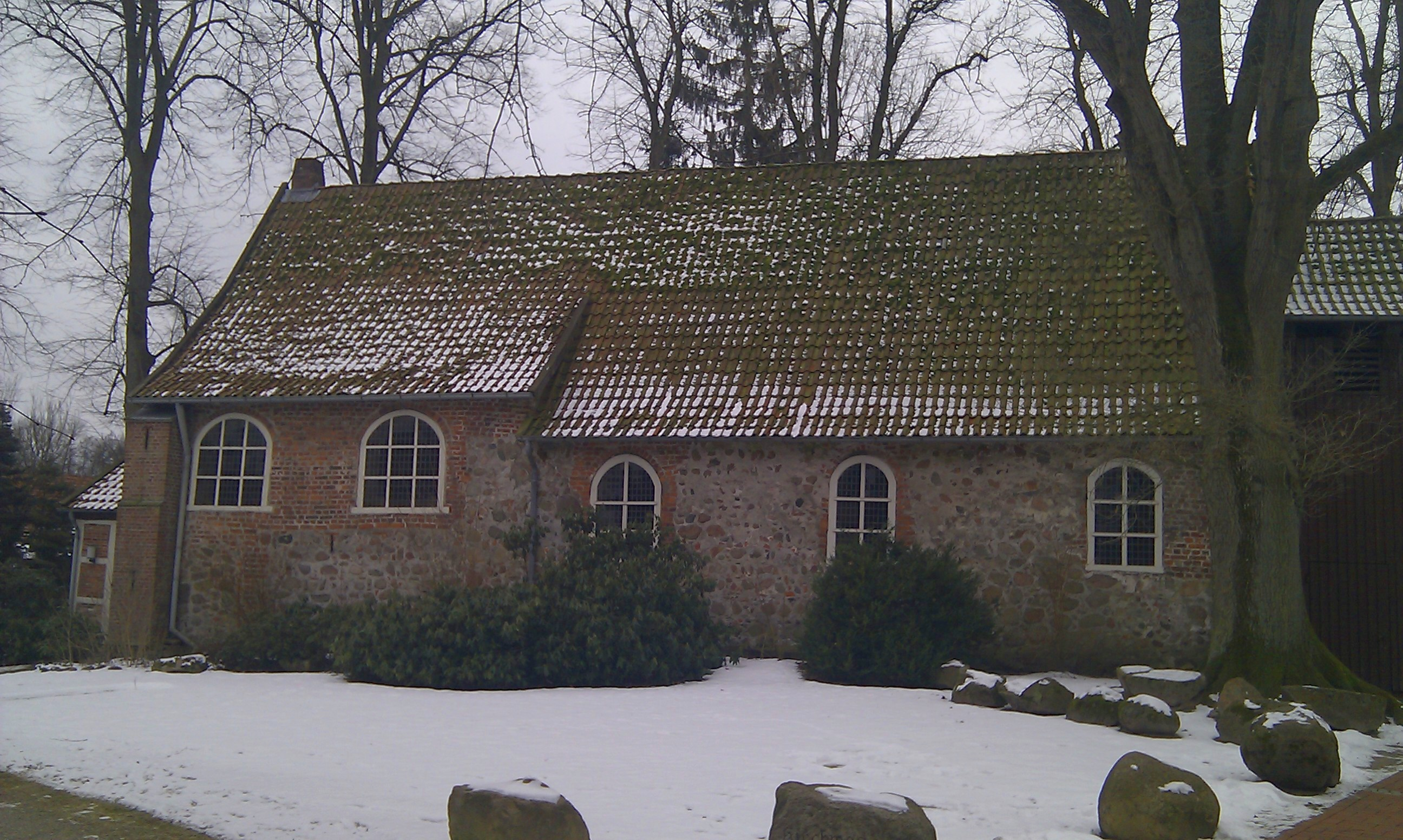
Evang.-lutherse kerk
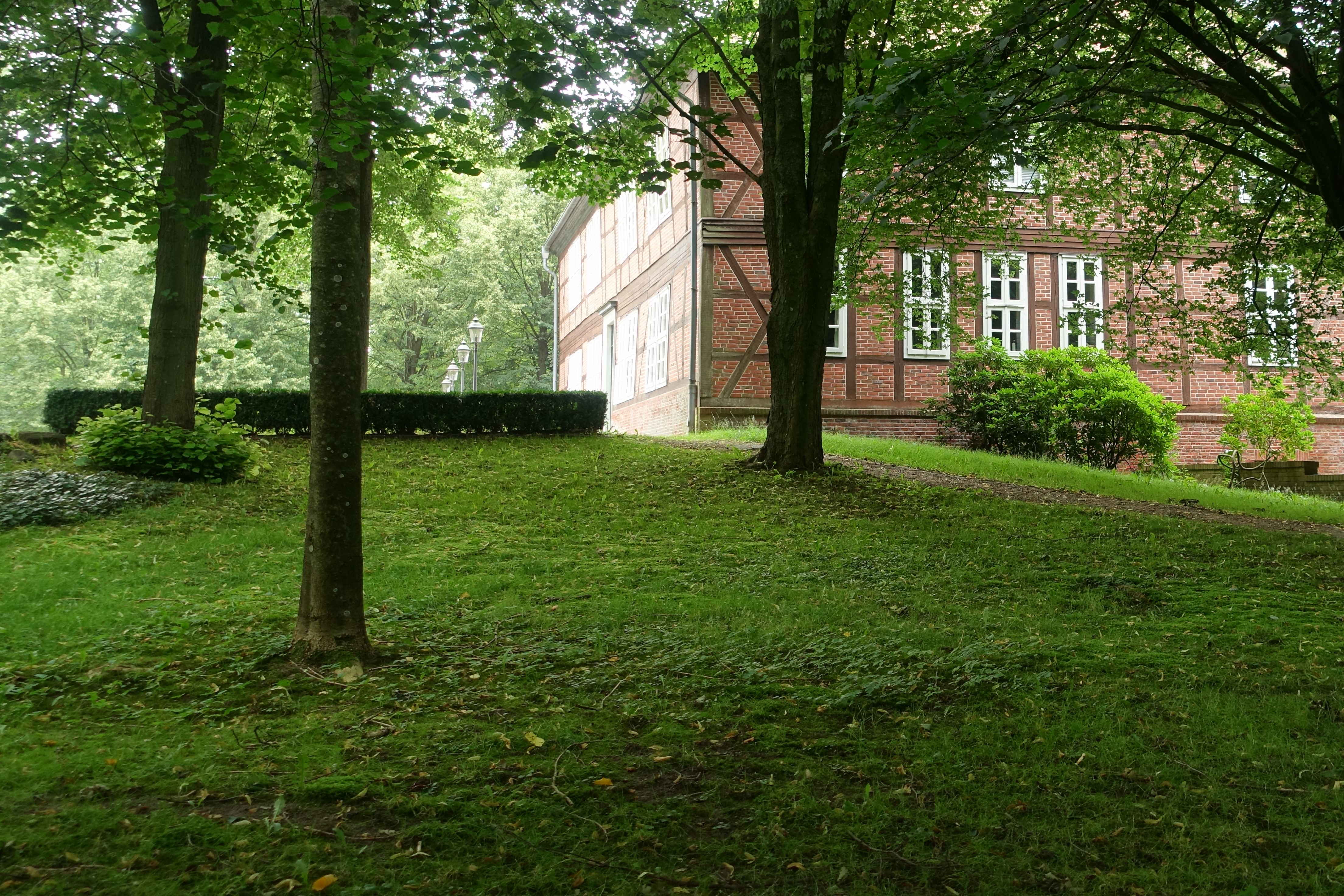
Het Amtshaus op de burchtheuvel
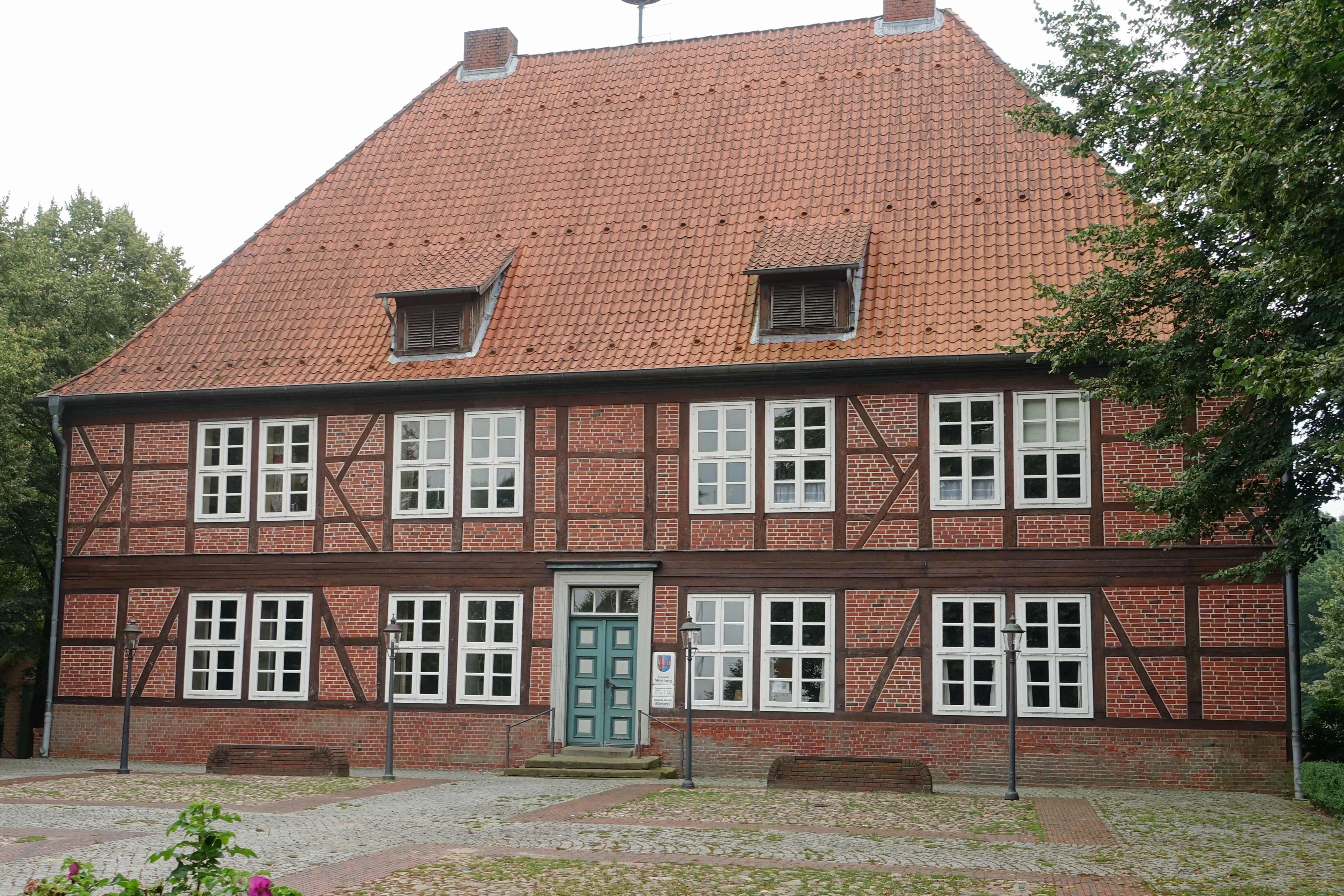
Voorzijde van het Amtshaus
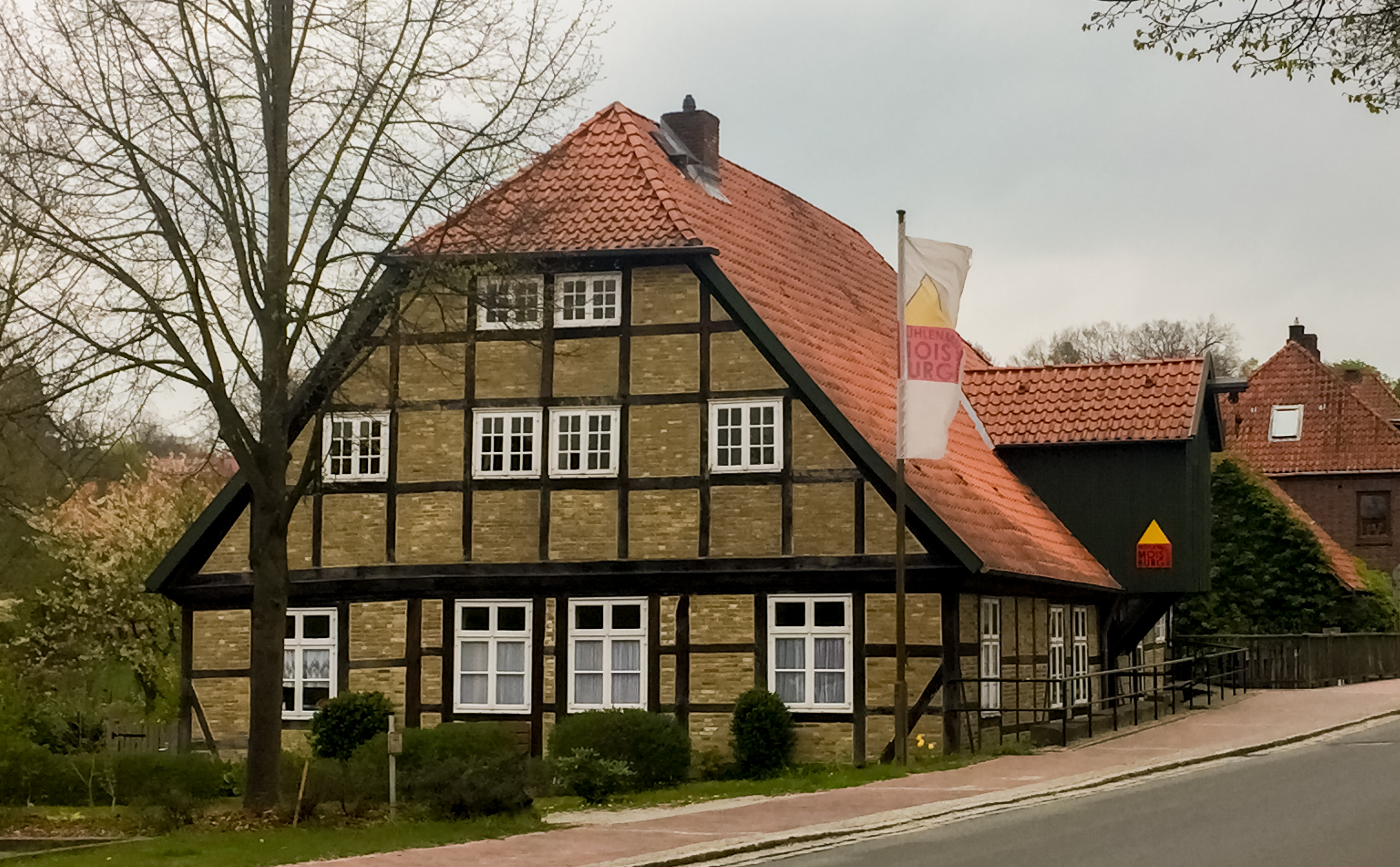
Molenmuseum Moisburg

- Gemeinsame Normdatei: 4454494-7
- Virtual International Authority File: 247370960
- WorldCat: E39PBJvXh4yTbfvVdyJfKkqhHC

Appel · 
Asendorf · 
Bendestorf · 
Brackel · 
Buchholz in der Nordheide · 
Dohren · 
Drage · 
Drestedt · 
Egestorf · 
Eyendorf · 
Garlstorf · 
Garstedt · 
Gödenstorf · 
Halvesbostel · 
Handeloh · 
Hanstedt · 
Harmstorf · 
Heidenau · 
Hollenstedt · 
Jesteburg · 
Kakenstorf · 
Königsmoor · 
Marschacht · 
Marxen · 
Moisburg · 
Neu Wulmstorf · 
Otter · 
Regesbostel · 
Rosengarten · 
Salzhausen · 
Seevetal · 
Stelle · 
Tespe · 
Toppenstedt · 
Tostedt · 
Undeloh · 
Vierhöfen · 
Welle · 
Wenzendorf · 
Winsen (Luhe) · 
Wistedt · 
Wulfsen